# Platnickina alabamensis
Platnickina alabamensis là một loài nhện trong họ Theridiidae.
Loài này thuộc chi Platnickina. Platnickina alabamensis được Willis J. Gertsch & Archer miêu tả năm 1942.